# آرنولد لوبک
آرنولد لوبک (آلمانی: Arnold of Lübeck; ۱ ژانویهٔ ۱۱۵۰ – ۲۷ ژوئن ۱۲۱۱) تاریخ‌نگار، نویسنده، رویداد نگار، و مترجم اهل آلمان بود که کتاب Arnoldi Chronica Slavorum اثر اوست.
آرنولد از سال ۱۱۷۷ میلادی، تا به‌هنگام مرگ، راهب و رئیس صومعه سن ژان در زادگاهش بود. افزون بر این وی مؤلف کتابی به نام Arnoldi Chronica Slavorum یا وقایع‌نامه اسلاوها است که مشتمل بر وقایع جنگ‌های صلیبی در سال‌های ۱۱۷۲ تا ۱۲۰۹ میلادی است. اثر مزبور نخستین ذیل بر کتاب هلمود بوسائو به همان نام وقایع‌نامه اسلاوها است و منبع دست اولی برای جنگ‌های صلیبی حوزه بالتیک است. وقایع‌نامه آرنولد نه‌تنها برای عملکرد و عملیات نظامی آلمانی‌ها و دانمارکی‌ها علیه اسلاوها و گسترش آیین مسیحیت در آن منطقه که تا شرق رودخانه الب ادامه می‌یابد، بلکه برای جنگ‌های صلیبی که در سرزمین‌های آن سوی دریا به‌ویژه اراضی مقدس به‌وقوع پیوستند، منبع مهم و قابل ملاحظه‌ای استو اقدامات زائران صلیبی اورشلیم از سال ۱۱۷۲ به بعد، تصرف اورشلیم از سوی صلاح‌الدین ایوبی در سال ۱۱۸۷، وقایع جنگ صلیبی سوم، لشکرکشی هنریش پنجم، امپراتوری مقدس روم و جنگ صلیبی چهارم از مهم‌ترین موضوعاتی هستند که آرنولد لوبک بدان‌ها اهتمام نموده‌است.